# Piotr Wach

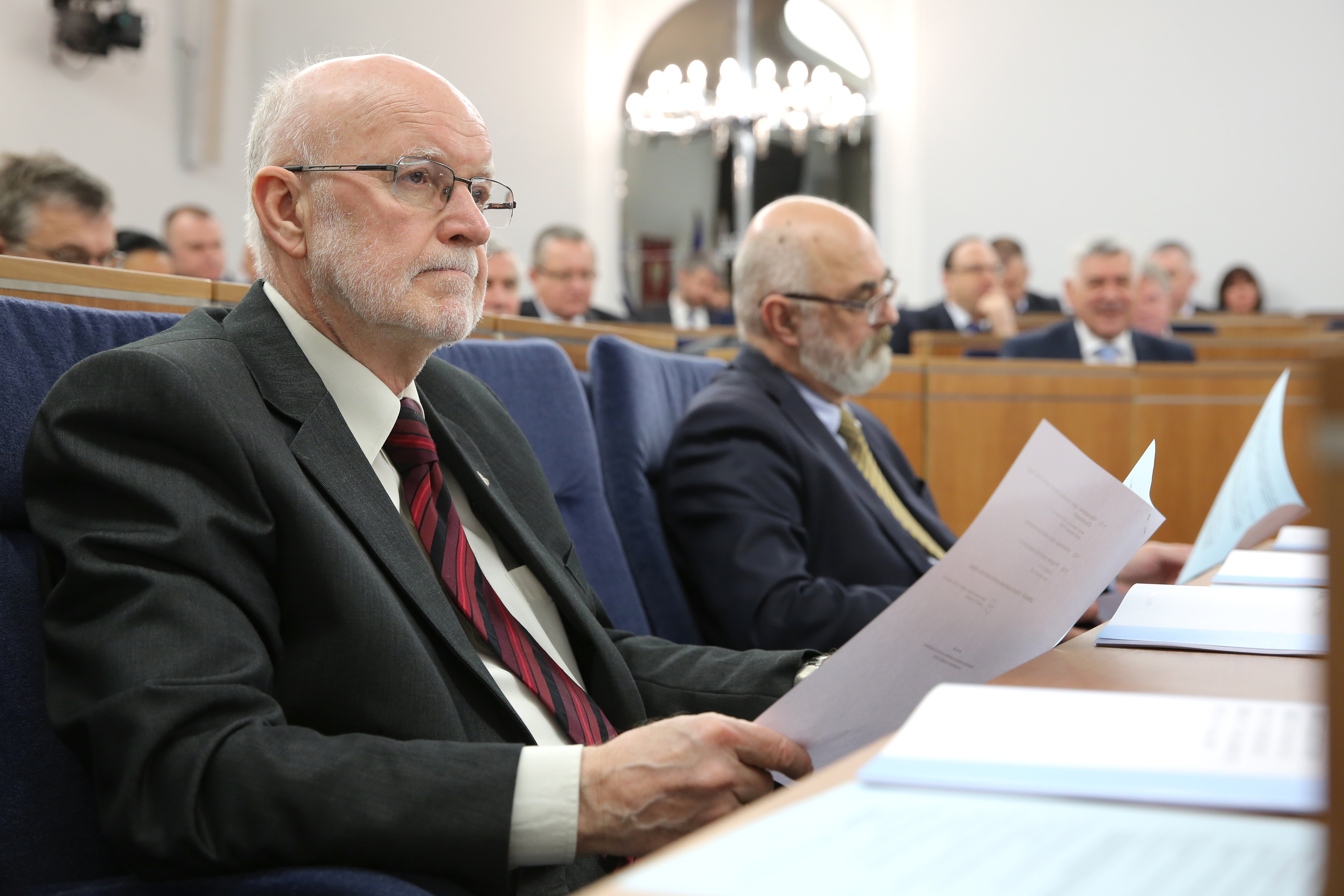
Piotr Wach podczas 73. posiedzenia Senatu (2015)

Piotr Wach (ur. 23 listopada 1944 w Borysławiu) – polski inżynier i polityk, profesor nauk technicznych, nauczyciel akademicki, senator VI, VII, VIII i IX kadencji.

## Życiorys

### Wykształcenie i działalność zawodowa
W 1968 ukończył studia na Wydziale Elektrycznym Politechniki Śląskiej. W 1974 uzyskał stopień doktora, a w 1983 doktora habilitowanego nauk technicznych w Akademii Górniczo-Hutniczej w Krakowie. Tytuł naukowy profesora nauk technicznych otrzymał w 1998.
W 1975 podjął pracę jako adiunkt w Wyższej Szkole Inżynierskiej w Opolu. Na tej uczelni był następnie docentem i profesorem nadzwyczajnym. Od 1977 do 2004 zajmował stanowisko kierownika Katedry Automatyzacji i Diagnostyki Układów Elektromechanicznych, następnie był dyrektorem Instytutu Układów Elektromechanicznych i Elektroniki Przemysłowej. W 1990 został powołany na stanowisko rektora Wyższej Szkoły Inżynierskiej. Pełnił tę funkcję przed dwie kadencje (do 1996), doprowadzając do przekształcenia WSI w Politechnikę Opolską. Od 1999 do 2005 przed dwie kadencje był rektorem tej uczelni.
W latach 1980–1981 odbył staż naukowy na Uniwersytecie Technicznym w Delfcie w Holandii. Współpracownik uczelni technicznych w Ostrawie, Stuttgarcie i w Schweinfurcie.
W 1996 został wybrany do Rady Głównej Szkolnictwa Wyższego, pełnił tam funkcję wiceprzewodniczącego Sekcji Uczelni Technicznych (do 1999) oraz przewodniczącego Zespołu ds. Jakości Kształcenia w Szkolnictwie Wyższym. W latach 1998–2000 był koordynatorem Grupy Kierującej Programu Phare, a od 2000 do 2002 – programu „Multi-lateral higher education co-operation programme”. Jest autorem czterech książek i czterech monografii oraz licznych artykułów naukowych.

### Działalność polityczna
Został członkiem „Solidarności” i Platformy Obywatelskiej. W latach 2002–2005 zasiadał w sejmiku opolskim, w którym przewodniczył Komisji Edukacji, Nauki, Kultury i Komunikacji Społecznej.
W 2005 z ramienia PO został wybrany na senatora VI kadencji w okręgu opolskim. W wyborach parlamentarnych w 2007 po raz drugi uzyskał mandat senatorski, otrzymując 126 302 głosy. W 2011 z powodzeniem ubiegał się o reelekcję, w nowym okręgu jednomandatowym dostał 35 934 głosy. W 2013 został przewodniczącym Komisji ds. Kultury, Nauki, Edukacji i Mediów Zgromadzenia Parlamentarnego Rady Europy. W 2015 został ponownie wybrany na senatora z okręgu nr 52 z wynikiem 27 693 głosów. Nie wystartował w kolejnych wyborach w 2019.

## Odznaczenia
W 2001 odznaczony Krzyżem Kawalerskim Orderu Odrodzenia Polski.

## Życie prywatne
Piotr Wach jest żonaty, ma dwoje dzieci.